# 普拉蒂瓦尔多会教堂
普拉蒂瓦尔多会教堂（義大利語：Chiesa evangelica valdese in Prati）是罗马的一座瓦尔多会教堂，位于普拉蒂区的加富尔广场。
该建筑建于1910年到1914年，建筑师保罗·邦奇。这是罗马的第二座瓦尔多会教堂，罗马的第一座瓦勒度派教堂位于十一月四日街的特雷维瓦尔多会教堂，建于1883年。
教堂前部有两个高大的塔楼，其圆顶的灵感来自巴黎圣心堂。中门上面描绘一本书、蜡烛和烛台，还有一句话："Lux Lucet in Tenebris"（光照在黑暗中）。其内部有三个走道，与长廊，大而明亮的彩色玻璃窗，描绘圣经人物和场景。讲道坛的浮雕描绘基督教会的四位改革者：布雷西亚的阿诺德、萨佛纳罗拉、约翰·喀尔文和马丁·路德。
教堂附近是瓦尔多会神学院总部，和一大型图书馆。